# Polycleidellus
Polycleidellus är ett släkte av skalbaggar. Polycleidellus ingår i familjen vivlar.
Kladogram enligt Catalogue of Life:
| Polycleidellus | \| \| Polycleidellus elegantulus \| \| \| \| |
|                | \| \| Polycleidellus elegantulus \| \| \| \| |
|                | Polycleidellus elegantulus                   |
|                |                                              |